# Michael (Familienname)
Michael ist ein männlicher Vorname und Familienname.

## Namensträger

### A
- Albert Davidson Michael (1836–1927), britischer Zoologe
- Alun Michael (* 1943), walisischer Politiker
- Anba Michael (Michael El Baramousy; 1942–2023), ägyptischer Geistlicher, Bischof in Süddeutschland
- Arthur Michael (1853–1942), US-amerikanischer Chemiker
- Asot Michael (1969–2024), Politiker aus Antigua und Barbuda

### B
- Barry Michael (* 1955), australischer Boxer
- Bernd M. Michael (1942–2023), deutscher Werber
- Berthold Michael (1924–2017), deutscher Erziehungswissenschaftler
- Blake Michael (* 1996), US-amerikanischer Schauspieler

### C
- Carl von Michael (1835–1893), mecklenburgischer Rittergutsbesitzer und Politiker
- Christine Michael (* 1990), US-amerikanischer American-Football-Spieler
- Christopher Michael, US-amerikanischer Schauspieler
- Curt Wilhelm Michael (1884–1945), deutscher Pädagoge, Theologe und Herausgeber

### D
- Daniel Michael (1621–1652), deutscher Theologe und Hochschullehrer, siehe Daniel Michaelis
- Danny Michael, Tonmeister
- Duncan Michael (* 1937), schottischer Bauingenieur

### E
- Edmund Michael (1849–1920), deutscher Pädagoge und Mykologe
- Eduard von Michael (1805–1874), deutscher Forstmann
- Eduard Michael (1902–1987), deutscher Jurist, Kriminalbeamter und SS-Hauptsturmführer
- Edward Salim Michael (1921–2006), englischer Komponist und Autor
- Emil Michael (1852–1917), deutscher römisch-katholischer Theologe
- Emmanuel Michael (* 2006), nigerianischer Fußballspieler
- Enid Michael (1883–1966), US-amerikanische Naturforscherin
- Ernest Michael (1925–2013), US-amerikanischer Mathematiker
- Ernst Michael (1899–??), deutscher Schriftsteller

### F
- Frank Michael (Komponist) (* 1943), deutscher Komponist und Flötist
- Frank Michael (Sänger) (* 1953), belgischer Sänger
- Franz H. Michael (1907–1992), deutschamerikanischer Sinologe
- Friedrich Michael (1892–1986), deutscher Schriftsteller

### G
- Georg Michael (Gärtner) (1883–1968), deutscher Gärtner
- Georg Michael, Pseudonym von Karl Rössel-Majdan (1916–2000), österreichischer Kulturwissenschaftler, Anthroposoph und Widerstandskämpfer
- Georg Michael (Offizier) (1917–1944), deutscher Offizier
- George Michael (Friseur) (1918–2009), US-amerikanischer Friseur
- George Michael (Schauspieler) (1939–2009), US-amerikanischer Schauspieler
- George Michael (Politikwissenschaftler) (* 1961), US-amerikanischer Politikwissenschaftler und Hochschullehrer
- George Michael (eigentlich Georgios Kyriakos Panagiotou; 1963–2016), britischer Sänger, Komponist, Musiker und Produzent
- Gertrude Michael (1911–1964), US-amerikanische Schauspielerin
- Gerhard Michael (1911–2004), deutscher Agrikulturchemiker
- Gerhard Michael (Sportfunktionär) (1920–2003), deutscher Sportfunktionär, Handballspieler, Leichtathlet
- Gregory Michael (* 1981), US-amerikanischer Schauspieler

### H
- Hamish Michael (* 1980), australischer Schauspieler
- Hans Michael (* 1924), deutscher Theologe und Geistlicher
- Heinrich von Michael (1888–1942), deutscher Politiker
- Henry N. Michael (1912–2006), US-amerikanischer Anthropologe und Geograph
- Hermann Michael (1937–2005), deutscher Dirigent
- Holger Michael (* 1954), deutscher Diplomat

### I
- Ib Michael (* 1945), dänischer Schriftsteller

### J
- Jaden Michael (* 2003), US-amerikanischer Filmschauspieler
- James Michael, US-amerikanischer Produzent und Songschreiber
- Jakob Michael (1894–1979), deutscher Unternehmer
- Jimmy Michael (1877–1904), britischer Radrennfahrer
- Johann Michael (1638–1718), deutscher Theologe
- Johann Georg Michael (1804–1862), deutscher Theologe und Mitglied der kurhessischen Ständeversammlung
- Johann Ulrich Michael (1850–1931), Schweizer Geistlicher
- John Michael (* 1974), zyprisch-griechischer Dartspieler
- Jörg Michael (* 1963), deutscher Schlagzeuger
- Julius Michael (1884–nach 1929), deutscher Architekt

### K
- Karl Michael (1902–1990), deutscher Heimatforscher
- Kellen Michael (* 2004), US-amerikanischer Schauspieler
- Kenneth Michael (* 1938), australischer Verwaltungsbeamter, Gouverneur von Western Australia
- Kevin Michael (* 1985), US-amerikanischer Sänger
- Kingsley Michael (* 1999), nigerianischer Fußballspieler
- Klaus Michael (* 1959), deutscher Germanist und Literaturwissenschaftler

### L
- Lothar Michael (* 1968), deutscher Rechtswissenschaftler
- Ludwig Michael (1817–1864), deutscher Lehrer und Autor

### M
- Manfred Michael (* 1926), deutscher Fußballspieler
- Mano Michael (* 1980), deutsch-nigerianischer Sänger, Songwriter und Produzent
- Margarete Michael-Noindl (1888–1962), deutsche Malerin
- Max Michael (1823–1891), deutscher Maler
- Maximiliane Michael (* 1951), deutsche Wasserspringerin
- Michael Theodore Michael (1918–1997), israelischer Diplomat
- Moina Michael (1869–1944), US-amerikanische Hochschullehrerin und Erziehungswissenschaftlerin, Begründerin der Tradition der sogenannten Remembrance Poppies

### N
- Nadja Michael (* 1969), deutsche Sängerin (Mezzosopran, Sopran)

### O
- Oskar Michael (* 1894), deutscher Radrennfahrer
- Otto Michael (Entomologe) (1859–1934), deutscher Schmetterlingsforscher
- Otto Michael (Mediziner) (1876–1944), deutscher Chirurg

### P
- Paul Michael (Pädagoge) (1864–1948), deutscher Pädagoge und Geologe
- Paul Michael (Musiker) (1867–1932), deutscher Cellist, Dirigent und Komponist
- Peter Michael, eigentlicher Name von Peter Michael Brillmacher (1542–1595), deutscher Jesuit und Theologe
- Peter Michael (Schauspieler) (1910–1986), deutscher Schauspieler
- Peter Michael (Bildhauer) (* 1938), deutscher Bildhauer
- Peter Michael (Winzer) (* 1938), britischer Ingenieur und Winzer
- Peter Michael (Sänger) (* 1988), deutscher Sänger
- Peter Michael (Eisschnellläufer) (* 1989), neuseeländischer Eisschnellläufer
- Peter Godly Michael (* 1998), nigerianischer Fußballspieler

### R
- Riad Michael, deutscher Arzt, Musiktherapeut und Musiker
- Richard Michael (Geologe) (1869–1928), deutscher Geologe und Paläontologe
- Richard Michael (Architekt) (1890–1961), deutscher Architekt
- Rod Michael (* 1981), amerikanischer Musiker
- Rogier Michael (um 1553–1623), franko-flämischer Komponist
- Rona Lipaz-Michael (* 1965), israelische Schauspielerin
- Rudolf Michael (Journalist) (Rudolf Franz Heinrich Michael; 1890–1980), deutscher Journalist und Politiker (DVP), MdHB
- Rudolf Michael (Politiker, 1896) (Rudolf Karl Albert Michael; 1896–1972), deutscher Politiker (SPD), Stadtältester von Berlin

### S
- Sam Michael (* 1971), australischer Fahrzeugbauingenieur
- Sami Michael (1926–2024), israelischer Autor
- Sarah Michael (* 1990), nigerianische Fußballspielerin
- Sean Cameron Michael (* 1969), südafrikanischer Schauspieler
- Simon Michael (* 1984), deutscher Musiker und Musikproduzent
- Sinead Michael (* 1998), britische Schauspielerin

### T
- Tanja Michael (* 1971), deutsche Klinische Psychologin und Psychotherapeutin
- Theodor Wonja Michael (1925–2019), deutscher Schauspieler und Zeitzeuge
- Thomas Michael (* 1966), US-amerikanischer Religionswissenschaftler und Hochschullehrer
- Tobias Michael (1592–1657), deutscher Komponist und Thomaskantor

### W
- Walther P. Michael (1913–1985), deutsch-US-amerikanischer Wirtschaftswissenschaftler und Hochschullehrer
- Werner Michael (1949–2003), deutscher Badmintonspieler
- Wilhelm Michael (Fabrikant) (1835–1902), deutscher Fabrikant
- Wilhelm Michael (1884–1945), deutscher Pädagoge, Theologe und Herausgeber, siehe Curt Wilhelm Michael
- Wilhelm Michael, Pseudonym von Perhobstler (1891–1975), deutscher Heimatdichter
- Wolfgang Michael (Historiker) (1862–1945), deutscher Historiker und Hochschullehrer
- Wolfgang Michael (Schauspieler) (* 1955), deutscher Schauspieler
- Wolfgang F. Michael (Wolfgang Friedrich Michael; 1909–1994), deutsch-US-amerikanischer Germanist, Literaturwissenschaftler und Hochschullehrer